# Aravane Rezaï
Aravane Rezaï (Saint-Étienne, 14 marzo 1987) è una tennista francese, di origine iraniana.

## Carriera
Ha vinto quattro tornei del circuito maggiore, tra cui il Mutua Madrileña Madrid Open in singolare.
Alla quarta edizione dei Giochi Femminili Islamici, nel 2005 a Teheran, ha vinto due medaglie d'oro.

## Curiosità
- Nei periodi di inattività dovuti a infortuni, ha studiato per prendere il brevetto di volo.

## Statistiche WTA

### Singolare

#### Vittorie (4)
| Legenda                     |
| --------------------------- |
| Grande Slam (0)             |
| Ori Olimpici (0)            |
| WTA Championships (0)       |
| Tournament of Champions (1) |
| Premier Mandatory (1)       |
| Premier 5 (0)               |
| Premier (0)                 |
| International (2)           |

| N. | Data            | Torneo                                   | Superficie  | Avversaria in finale | Punteggio     |
| 1. | 23 maggio 2009  | Internationaux de Strasbourg, Strasburgo | Terra rossa | Lucie Hradecká       | 7–6(2), 6-1   |
| 2. | 8 novembre 2009 | Tournament of Champions, Bali            | Cemento (i) | Marion Bartoli       | 7-5, rit.     |
| 3. | 16 maggio 2010  | Mutua Madrileña Madrid Open, Madrid      | Terra rossa | Venus Williams       | 6-2, 7-5      |
| 4. | 10 luglio 2010  | Swedish Open, Båstad                     | Terra rossa | Gisela Dulko         | 6-3, 4-6, 6-4 |

#### Sconfitte (3)
| Legenda: Prima del 2009     | Legenda: Dal 2009     |
| --------------------------- | --------------------- |
| Grande Slam (0)             |                       |
| Ori Olimpici (0)            |                       |
| WTA Championships (0)       |                       |
| Tournament of Champions (0) |                       |
| Tier I (0)                  | Premier Mandatory (0) |
| Tier II (0)                 | Premier 5 (0)         |
| Tier III (1)                | Premier (0)           |
| Tier IV (1)                 | International (1)     |

| N. | Data           | Torneo                    | Superficie  | Avversaria in finale | Punteggio        |
| 1. | 26 maggio 2007 | Istanbul Cup, Istanbul    | Terra rossa | Elena Dement'eva     | 6(5)–7, 0-3 rit. |
| 2. | 6 gennaio 2008 | ASB Classic, Auckland     | Cemento     | Lindsay Davenport    | 2-6, 2-6         |
| 3. | 28 agosto 2011 | Texas Tennis Open, Dallas | Cemento     | Sabine Lisicki       | 2-6, 1-6         |

## Risultati in progressione
| Sigla | Risultato               |
| ----- | ----------------------- |
| V     | Vincitore               |
| F     | Finalista               |
| SF    | Semifinalista           |
| O     | Oro olimpico            |
| A     | Argento olimpico        |
| SF    | Bronzo olimpico         |
| QF    | Quarti di Finale        |
| 4T    | Quarto turno            |
| 3T    | Terzo turno             |
| 2T    | Secondo turno           |
| 1T    | Primo turno             |
| RR    | Round Robin             |
| LQ    | Turno di qualificazione |
| A     | Assente                 |
| ND    | Non disputato           |

| Legenda superfici    |
| -------------------- |
| Cemento              |
| Terra battuta        |
| Erba                 |
| Superficie variabile |

### Singolare
| Australian Open        | A             | A             | 1T            | 3T            | 1T  | 2T  | 1T  | 1T  | A   | LQ | 0 / 6  | 3–6   |
| Open di Francia        | 2T            | 3T            | 1T            | 1T            | 4T  | 3T  | 1T  | 1T  | 1T  | A  | 0 / 9  | 8–9   |
| Wimbledon              | A             | A             | 3T            | 1T            | 2T  | 2T  | 1T  | LQ  | LQ  | A  | 0 / 5  | 4–5   |
| US Open                | A             | 4T            | 2T            | 2T            | 1T  | 2T  | 1T  | LQ  | A   | A  | 0 / 6  | 6–6   |
| Vittorie-sconfitte     | 1–1           | 5–2           | 3–4           | 3–4           | 4–4 | 5–4 | 0–4 | 0–2 | 0-1 |    | 0 / 26 | 21–26 |
| Torneo di fine annos   |               |               |               |               |     |     |     |     |     |    |        |       |
| WTA Tour Championships |               |               |               |               |     |     |     |     |     |    | 0 / 0  | 0–0   |
| WTA Premier Mandatory  |               |               |               |               |     |     |     |     |     |    |        |       |
| Indian Wells           |               |               | 1T            | 2T            | LQ  | 4T  | 3T  | LQ  | A   |    | 0 / 3  | 3–3   |
| Miami                  |               |               | 1T            | 1T            | 1T  | 2T  | 2T  | LQ  | A   |    | 0 / 4  | 0–4   |
| Madrid                 | Non disputato | Non disputato | Non disputato | Non disputato | 2T  | V   | 1T  | A   | LQ  |    | 1 / 2  | 7–1   |
| Pechino                | Non Tier I    | Non Tier I    | Non Tier I    | Non Tier I    | 1T  | 1T  | A   | A   | A   |    | 0 / 2  | 0–2   |
| WTA Premier 5          |               |               |               |               |     |     |     |     |     |    |        |       |
| Dubai                  | Non Tier I    | Non Tier I    | Non Tier I    | Non Tier I    |     |     |     | 2T  | A   |    | 0 / 1  | 1–1   |
| Roma                   |               |               | 1T            |               | 2T  | 2T  | A   | A   | A   |    | 0 / 3  | 2–3   |
| Cincinnati             | Non Tier I    | Non Tier I    | Non Tier I    | Non Tier I    | 1T  | 1T  | A   | LQ  | A   |    | 0 / 2  | 0–2   |
| Montreal / Toronto     |               |               | 1T            | 1T            | 3T  | 2T  | LQ  | 1T  | A   |    | 0 / 5  | 3–5   |
| Tokyo                  |               |               |               | 1T            | 2T  | 2T  | LQ  | A   | A   |    | 0 / 3  | 2–3   |
| Carriera               |               |               |               |               |     |     |     |     |     |    |        |       |
| Titoli–finali          | 0–0           | 0–0           | 0–1           | 0–1           | 2–0 | 2–0 | 0–1 | 0–0 | 0–0 |    | 4–3    |       |
| Ranking di fine anno   | 189           | 49            | 80            | 74            | 26  | 19  | 113 | 169 | 513 |    |        |       |

### Doppio nei tornei del Grande Slam
| Torneo          | 2005 | 2006 | 2007 | 2008 | 2009 | 2010 | 2011 | 2012 | 2013 |
| --------------- | ---- | ---- | ---- | ---- | ---- | ---- | ---- | ---- | ---- |
| Australian Open | A    | A    | 1T   | 1T   | A    | 1T   | A    | A    | A    |
| Open di Francia | A    | A    | 1T   | 3T   | 1T   | 2T   | 2T   | 1T   | 1T   |
| Wimbledon       | A    | A    | 1T   | 2T   | 1T   | 2T   | 1T   | A    | A    |
| US Open         | A    | 1T   | 1T   | 2T   | 1T   | 1T   | A    | A    | A    |

### Doppio misto nei tornei del Grande Slam
| Torneo          | 2005 | 2006 | 2007 | 2008 | 2009 | 2010 | 2011 | 2012 | 2013 |
| --------------- | ---- | ---- | ---- | ---- | ---- | ---- | ---- | ---- | ---- |
| Australian Open | A    | A    | A    | A    | A    | A    | A    | A    | A    |
| Open di Francia | A    | A    | A    | A    | A    | A    | 1T   | A    | A    |
| Wimbledon       | A    | A    | A    | A    | A    | A    | A    | A    | A    |
| US Open         | A    | A    | A    | A    | A    | 2T   | A    | A    | A    |

## Vittorie contro giocatrici Top 10
| Stagione | 2007 | 2008 | 2009 | 2010 | 2011 | Totale |
| Vittorie | 1    | 0    | 1    | 3    | 1    | 6      |

| #    | Giocatrice          | Ranking | Evento                               | Superficie  | Turno | Punteggio     | Rank. ARR |
| ---- | ------------------- | ------- | ------------------------------------ | ----------- | ----- | ------------- | --------- |
| 2007 |                     |         |                                      |             |       |               |           |
| 1.   | Marija Šarapova     | 2       | Istanbul Cup, Istanbul               | Terra rossa | SF    | 6-2, 6-4      | 59        |
| 2009 |                     |         |                                      |             |       |               |           |
| 2.   | Dinara Safina       | 1       | Canadian Open, Toronto               | Cemento     | 2T    | 3-6, 6-2, 6-4 | 39        |
| 2010 |                     |         |                                      |             |       |               |           |
| 3.   | Jelena Janković     | 4       | Madrid Open, Madrid                  | Terra rossa | QF    | 7-5, 6-4      | 24        |
| 4.   | Venus Williams      | 3       | Madrid Open, Madrid                  | Terra rossa | SF    | 6-2, 7-5      | 24        |
| 5.   | Caroline Wozniacki  | 3       | Eastbourne International, Eastbourne | Erba        | 1T    | 6-4, 1-6, 6-3 | 19        |
| 2011 |                     |         |                                      |             |       |               |           |
| 6.   | Jelena Janković (2) | 8       | Sydney International, Sydney         | Cemento     | 1T    | 7-5, 2-6, 6-3 | 19        |